# Zusatzurlaub
Einen Zusatzurlaub von fünf Tagen (bei einer 5-Tage-Arbeitswoche) nach § 208 Abs. 1 SGB IX erhalten Menschen mit einer für das ganze Kalenderjahr anerkannten Schwerbehinderung. Der Anspruch auf Zusatzurlaub tritt dem Urlaubsanspruch hinzu, den der Beschäftigte ohne Berücksichtigung seiner Schwerbehinderung beanspruchen kann – also zum vertraglichen, tariflichen oder gesetzlichen Urlaubsanspruch.
Besteht die Schwerbehinderteneigenschaft nicht während des gesamten Kalenderjahres (z. B. Anerkennung als schwerbehinderter Mensch ab dem 15. Juni), hat der schwerbehinderte Mensch für jeden vollen Monat der im Beschäftigungsverhältnis vorliegenden Schwerbehinderteneigenschaft einen Anspruch auf ein Zwölftel des  Zusatzurlaubs (im obigen Beispiel also für sechs Monate).
Entstehen bei dieser Berechnung Bruchteile von Urlaubstagen, die mindestens einen halben Tag ergeben, so sind sie auf volle Urlaubstage aufzurunden. Der so ermittelte Zusatzurlaub ist ebenfalls dem allgemeinen Erholungsurlaub hinzuzurechnen.
Der Anspruch nach § 208 SGB IX ist ein Mindestzusatzurlaub. Sehen gesetzliche, tarifliche oder betriebliche Regelungen (Betriebsvereinbarung) einen längeren Zusatzurlaub zugunsten schwerbehinderter Beschäftigter vor, so gelten diese Sonderregelungen (§ 208 Abs. 1 Satz 2 SGB IX).
Bei einer Gleichstellung besteht demgegenüber kein Anspruch auf Zusatzurlaub (§ 151 Abs. 3 SGB IX).

## Bemessung des Zusatzurlaubs
Verteilt sich die regelmäßige Arbeitszeit des vollzeitbeschäftigten schwerbehinderten Arbeitnehmers auf mehr oder weniger als fünf Arbeitstage in der Woche, erhöht oder vermindert sich der Zusatzurlaub entsprechend. Arbeitet er z. B. an vier Tagen in der Woche, stehen ihm auch nur vier Tage Zusatzurlaub zu. Verteilt sich die Wochenarbeitszeit auf z. B. sechs Tage, beträgt der Zusatzurlaub ebenfalls sechs Tage. Auch bei Teilzeitarbeit von schwerbehinderten Arbeitnehmern ist die Verteilung ihrer Arbeitszeit auf die Wochentage maßgeblich (z. B. drei Arbeitstage pro Arbeitswoche = drei Tage Zusatzurlaub). Die Urlaubsdauer ist aber stets auf eine Arbeitswoche begrenzt. Im öffentlichen Dienst in einzelnen Bundesländern wird ein zusätzlicher Urlaub von bis zu drei Tagen für Menschen mit einem GdB von weniger als 50 gewährt (vgl. § 13 HUrlVO in Hessen, § 23 AzUVO in Baden-Württemberg).
Geltung der allgemeinen Urlaubsgrundsätze: Ansonsten gelten die allgemeinen Urlaubsgrundsätze, d. h. der Zusatzurlaub folgt dem Grundurlaub hinsichtlich seines Entstehens (z. B. Wartezeit/Teilurlaub bei nicht voll erfülltem Urlaubsjahr; Urlaubsjahr = Kalenderjahr), der Gewährung (z. B. bei Lehrern in der unterrichtsfreien Zeit), seines Erlöschens und des Abgeltungsanspruchs nach Ausscheiden aus dem Beschäftigungsverhältnis (ständige Rechtsprechung des BAG, vgl. zuletzt Urteil vom 07.08.2012 – 9 AZR 353/10).

## Die wichtigsten allgemeinen Urlaubsgrundsätze
Der Arbeitnehmer erhält den Anspruch auf den vollen gesetzlich vorgeschriebenen Erholungsurlaub gemäß § 4 des Bundesurlaubsgesetzes (BUrlG) erstmals nach sechsmonatigem Bestehen des Arbeitsverhältnisses. Beginnt das Arbeitsverhältnis in der zweiten Hälfte des Kalenderjahres, kann der Arbeitnehmer die erforderliche Wartezeit nicht mehr erfüllen. In diesem Fall hat der Arbeitnehmer einen Anspruch auf Teilurlaub (§ 5 Abs. 1 Buchstabe a und c BUrlG). Dies bedeutet 1/12 des Jahresurlaubs für jeden vollen Monat des Bestehens des Beschäftigungsverhältnisses. In den Folgejahren entsteht der gesetzliche Erholungsurlaub dann jeweils am Jahresanfang. Scheidet der Beschäftigte innerhalb der ersten Hälfte eines Kalenderjahres aus dem Arbeitsverhältnis aus, entsteht ein Anspruch auf einen Teilurlaub von 1/12 des Jahresurlaubs für jeden vollen Beschäftigungsmonat.
Die allgemeinen Grundsätze zum Teilurlaub gelten auch für den Zusatzurlaub nach § 208 SGB IX. Zwei Beispiele: 1.) Der schwerbehinderte Mensch tritt am 1. Oktober in den Betrieb ein. 2.) Er scheidet am 31. März aus dem Betrieb aus. In beiden Fällen erwirbt er nur einen anteiligen Grundurlaub. Auch der dem Grundurlaub hinzuzurechnende Zusatzurlaub steht dann nur anteilig zu. Eine Besonderheit gilt für diejenigen schwerbehinderten Menschen, deren Schwerbehinderteneigenschaft nicht während des gesamten Kalenderjahres besteht. Ihr ohnehin bereits gezwölftelter Zusatzurlaub (siehe oben) darf nicht noch einmal nach den allgemeinen Regeln des § 5 BUrlG gemindert werden. Dies gilt auch, wenn das Beschäftigungsverhältnis, z. B. wegen Ausscheidens in der ersten Jahreshälfte, nicht das ganze Kalenderjahr über besteht (§ 208 Abs. 2 Satz 3 SGB IX).

## Urlaubsansprüche bei Arbeitsunfähigkeit/ruhendem Arbeitsverhältnis
Urlaubsansprüche entstehen nach der Rechtsprechung des EuGH und des BAG auch dann, wenn der Arbeitnehmer arbeitsunfähig erkrankt ist; dies gilt selbst dann, wenn die Arbeitsunfähigkeit das gesamte Urlaubsjahr andauert (vgl. EuGH vom 02.01.2009 – C – 350/06; grundlegend BAG vom 28.01.1982 – 6 AZR 571/79, seither ständige Rechtsprechung). Urlaubsansprüche entstehen auch dann, wenn das Arbeitsverhältnis des Arbeitnehmers wegen des Bezugs einer befristeten Erwerbsminderungsrente ruht (vgl. BAG vom 07.08.2012 – 9 AZR 353/10).
Der gesetzliche Mindesturlaubsanspruch nach § 3 Abs. 1 BUrlG (24 Werktage) erlischt aufgrund EU-rechtskonformer Auslegung des § 7 Abs. 3 BUrlG nicht, wenn der Arbeitnehmer bis zum Ende des Urlaubsjahres und/oder eines Übertragungszeitraums von drei Monaten nach diesem Zeitpunkt krank und deshalb arbeitsunfähig ist. Der Anspruch erlischt jedoch bei fortbestehender Arbeitsunfähigkeit nach Ablauf eines Übertragungszeitraums von 15 Monaten nach dem Ende des Urlaubsjahres (vgl. BAG vom 07.08.2012 – 9 AZR 353/10 – und vom 16.10.2012 – 9 AZR 63/11 – unter Berücksichtigung des Urteils des EuGH vom 22.11.2011 – C – 214/10). Dasselbe gilt auch für den Erholungsurlaub, der während eines ruhenden Arbeitsverhältnisses entstanden ist (BAG vom 07.08.2012 – 9 AZR 353/10).
Diese Grundsätze gelten in gleicher Weise für den Zusatzurlaub schwerbehinderter Menschen (BAG vom 13.12.2011 – 9 AZR 399/10 – und vom 07.08.2012 – 9 AZR 353/10).

## Entstehung und Geltendmachung des Anspruchs auf Zusatzurlaub
Das Anrecht auf den Zusatzurlaub entsteht ohne Rücksicht auf die Kenntnis des Arbeitgebers von der Schwerbehinderung. Das Vorliegen der Schwerbehinderung muss der Arbeitnehmer dem Arbeitgeber jedoch durch den Schwerbehindertenausweis nachweisen. Wenn das Versorgungsamt oder die nach Landesrecht zuständige Behörde über einen Antrag auf Anerkennung der Schwerbehinderung nicht im Jahr der Antragstellung entscheidet, kann der Anspruch auf Zusatzurlaub für dieses Jahr nur dadurch gesichert werden, dass der Arbeitnehmer die Gewährung des Zusatzurlaubs von seinem Arbeitgeber ausdrücklich fordert (geltend macht). Allein der Hinweis, er habe einen Anerkennungsantrag gestellt und mache vorsorglich einen Zusatzurlaubsanspruch geltend, reicht dazu nicht aus.

## Übertragbarkeit des Zusatzurlaubs
Wird die Schwerbehinderteneigenschaft rückwirkend festgestellt, entsteht auch ein rückwirkender Anspruch auf Zusatzurlaub nach § 208 Abs. 3 SGB IX. Hat sich das Verfahren auf Feststellung der Schwerbehinderteneigenschaft allerdings mehrere Jahre hingezogen, kann nur noch der für das abgelaufene letzte Kalenderjahr rückwirkend entstandene Zusatzurlaub beansprucht werden. Außerdem muss dieser Urlaub im laufenden Kalenderjahr bis zum Ende des Übertragungszeitraums genommen werden (vgl. auch § 7 Abs. 3 BUrlG). Die Länge des Übertragungszeitraums ergibt sich regelmäßig aus den Tarifverträgen. Auch für die Übertragung eines rückwirkend zustehenden Zusatzurlaubs aus dem Vorjahr im Zusammenhang mit einem Verfahren auf Feststellung der Schwerbehinderteneigenschaft gilt: Die Ungewissheit über die Anerkennung der Schwerbehinderung ist kein Grund zur automatischen Übertragung eines möglichen Zusatzurlaubsanspruchs in das nächste Kalenderjahr bis zum Ablauf des Übertragungszeitraums.
Die Übertragung eines möglicherweise zustehenden Zusatzurlaubs muss vielmehr auch in diesen Fällen beim Arbeitgeber ausdrücklich geltend gemacht werden.
Mit dem Ablauf des Übertragungszeitraums verfällt auch der mangels Feststellung der Schwerbehinderung noch nicht gewährte Zusatzurlaub für das vorhergehende Urlaubsjahr. An seine Stelle tritt aber – bei rückwirkender Anerkennung der Schwerbehinderung – ein Urlaubsersatzanspruch in gleichem Umfang als Schadensersatz (vgl. § 281 Abs. 1, § 249 Abs. 1 BGB).
Ebenso wie der gesetzliche Mindesturlaub von 24 Werktagen (§ 3 Abs. 1 BUrlG) verfällt allerdings der Zusatzurlaub für schwerbehinderte Beschäftigte dann nicht, wenn der Urlaub wegen Arbeitsunfähigkeit des Arbeitnehmers nicht gewährt werden konnte; dies gilt selbst bei lang andauernder Arbeitsunfähigkeit. Die Befristung der Übertragbarkeit des Urlaubs/Zusatzurlaubs nach § 7 Abs. 3 Satz 3 BUrlG – Verfall des Urlaubs nach Ablauf des Übertragungszeitraums (s. o.) – gilt in den Fällen der Arbeitsunfähigkeit infolge Krankheit nicht.

## Zusatzurlaubsanspruch bei Verlust der Schwerbehinderteneigenschaft
Der Anspruch auf Zusatzurlaub besteht, solange die Schwerbehinderteneigenschaft fortdauert. Bei einer Herabstufung auf einen GdB von weniger als 50 besteht Anspruch auf Zusatzurlaub auf jeden Fall bis zum Ende des 3. Kalendermonats nach Eintritt der Unanfechtbarkeit des Bescheides, mit dem die Verringerung festgestellt wurde (§ 199 Abs. 1 SGB IX).
Beendigung des Arbeitsverhältnisses/Abgeltung des Zusatzurlaubs: Kann der gesetzliche Zusatzurlaub wegen Beendigung des Arbeitsverhältnisses nicht mehr gewährt werden, ist er finanziell abzugelten (§ 7 Abs. 4 BUrlG). Das gilt auch dann, wenn der Zusatzurlaub – ebenso wie der gesetzliche Mindesturlaub – bis zum Ausscheiden aus dem Arbeitsverhältnis nicht gewährt werden konnte, weil der schwerbehinderte Arbeitnehmer arbeitsunfähig erkrankt war (BAG vom 23. März 2010 – 9 AZR 128/09).